# عبد الوهاب الوزان
عبد الوهاب الوزان، (1946) وزير التجارة والصناعة ووزير الشؤون الاجتماعية والعمل الكويتي السابق (1999 - 2001).

## السيرة الذاتية
عبد الوهاب محمد علي الوزان ولد بالكويت من عام (1946)، خريج جامعة ميشيغان بالولايات المتحدة الأميركية عام 1974، أختير وزيرا للتجارة والصناعة ووزيرا للشؤون الاجتماعية والعمل في حكومة رئيس الوزراء آنذاك الشيخ سعد العبد الله السالم الصباح.
- حاصل على شهادة بكالوريوس ليسانس إدارة الأعمال من جامعة ميشيغان بالولايات المتحدة الأميركية في عام 1974.
- تم اختياره نجما مصرفيا كويتيا وخليجيا وعربيا لعام 2007 (banking star) من قبل مجلة اتحاد المصارف العربية.
- تم اختيار كأحد الشخصيات التي قامت بأعمال جليلة في خدمة الوطن من قبل رابطة الاجتماعيين لعام 2008.
- تم تكريمه في اللجنة المنظمة العليا للمؤتمر الوطني لتطوير التعليم.
- تم ترشيحه من قبل بنك الكويت الدولي لنيل جائزة البنك الإسلامي للتنمية في البنوك والمالية الإسلامية 2010).

## المناصب الحكومية والخاصة التي شغلها
- وزير التجارة والصناعة ووزير الشؤون الاجتماعية والعمل.
- منذ عام 1975 إلى 1978 عمل مسؤولا في إدارة التسويق والمتابعة في شركة مطاحن الدقيق والمخابز الكويتية.
- عضو منتدب للشركة الوطنية الكويتية لصناعة وتجارة مواد الإنشاء والبناء من سنة 1979 وحتى 1995.
- عضو مجلس إدارة وعضو المكتب لغرفة تجارة وصناعة الكويت من سنة 1992 وحتى الآن.
- عضو الزمالة الفخرية لجمعية الفكر المحاسبي الجديد برقم (26).
- رئيس مجلس إدارة بنك الكويت الدولي.
- عضو المجلس الأعلى للبترول في عام 1993.
- عضو مجلس إدارة شركة الخليج للمشاريع الطبية ونائبا للرئيس من 1979 إلى 1988
- رئيس مجلس إدارة شركة إنشاء وتطوير المستشفيات في إنجلترا من 1982 إلى 1986
- رئيس مجلس إدارة شركة المنسوجات الوطنية.
- عضو مجلس إدارة شركة صباح الكويت في ماليزيا من 1982 إلى 1983.
- العضو المنتدب للشركة الوطنية الكويتية لصناعة وتجارة مواد الإنشاء والبناء من 1979 إلى 1995.
- رئيس مجلس إدارة الشركة الوطنية الدولية القابضة.
- عضو مجلس إدارة جامعة الكويت.

## وصلات خارجية
- عبد الوهاب محمد الوزان